# Campionat del món de ciclisme en pista de 1976
El Campionat Mundial de Ciclisme en Pista de 1976 es va celebrar a Monteroni di Lecce (Itàlia) del 7 al 10 de setembre de 1976. Les competicions es van celebrar al Velodromo degli Ulivi de Monteroni di Lecce. En total només es va competir en 7 disciplines, 5 de masculines i 2 de femenines, a causa de coincidir amb els Jocs Olímpics de Mont-real.

## Resultats

### Masculí

#### Professional
| Prova                 | Or                                 | Argent                       | Bronze                   |
| Velocitat individual  | John-Michael Nicholson · Austràlia | Giordano Turrini · Itàlia    | Yoshikazu Sugata · Japó  |
| Persecució individual | Francesco Moser · Itàlia           | Roy Schuiten · Països Baixos | Knut Knudsen · Noruega   |
| Darrere moto          | Wilfried Peffgen · RFA             | Cees Stam · Països Baixos    | Walter Avogadri · Itàlia |

#### Amateur
| Prova        | Or                                          | Argent                                        | Bronze                                                   |
| Tàndem       | Polònia · Benedykt Kocot · Janusz Kotlinski | Txecoslovàquia · Ivan Kučírek · Milos Jelinek | Unió Soviètica · Anatoly Iablunowsky · Vladimir Semenets |
| Darrere moto | Gaby Minneboo · Països Baixos               | Bartomeu Caldentey · Espanya                  | Rainer Podlesch · RFA                                    |

### Femení
| Prova                 | Or                                       | Argent                      | Bronze                         |
| Velocitat individual  | Sheila Young · Estats Units ·            | Sue Novara · Estats Units · | Iva Zajícková · Txecoslovàquia |
| Persecució individual | Keetie van Oosten-Hage · Països Baixos · | Luigina Bissoli · Itàlia ·  | Mary Jane Reoch · Estats Units |

## Medaller
| Pos. | País           | Or | Plata | Bronze | Total |
| 1    | Països Baixos  | 2  | 2     | 0      | 4     |
| 2    | Itàlia         | 1  | 2     | 1      | 4     |
| 3    | Estats Units   | 1  | 1     | 1      | 3     |
| 4    | RFA            | 1  | 0     | 1      | 2     |
| 5    | Polònia        | 1  | 0     | 0      | 1     |
| -    | Austràlia      | 1  | 0     | 0      | 1     |
| 7    | Txecoslovàquia | 0  | 1     | 1      | 2     |
| 8    | Espanya        | 0  | 1     | 0      | 1     |
| 9    | Japó           | 0  | 0     | 1      | 1     |
| -    | Noruega        | 0  | 0     | 1      | 1     |
| -    | Unió Soviètica | 0  | 0     | 1      | 1     |
|      |                | 7  | 7     | 7      | 21    |